# Ledová sfinga

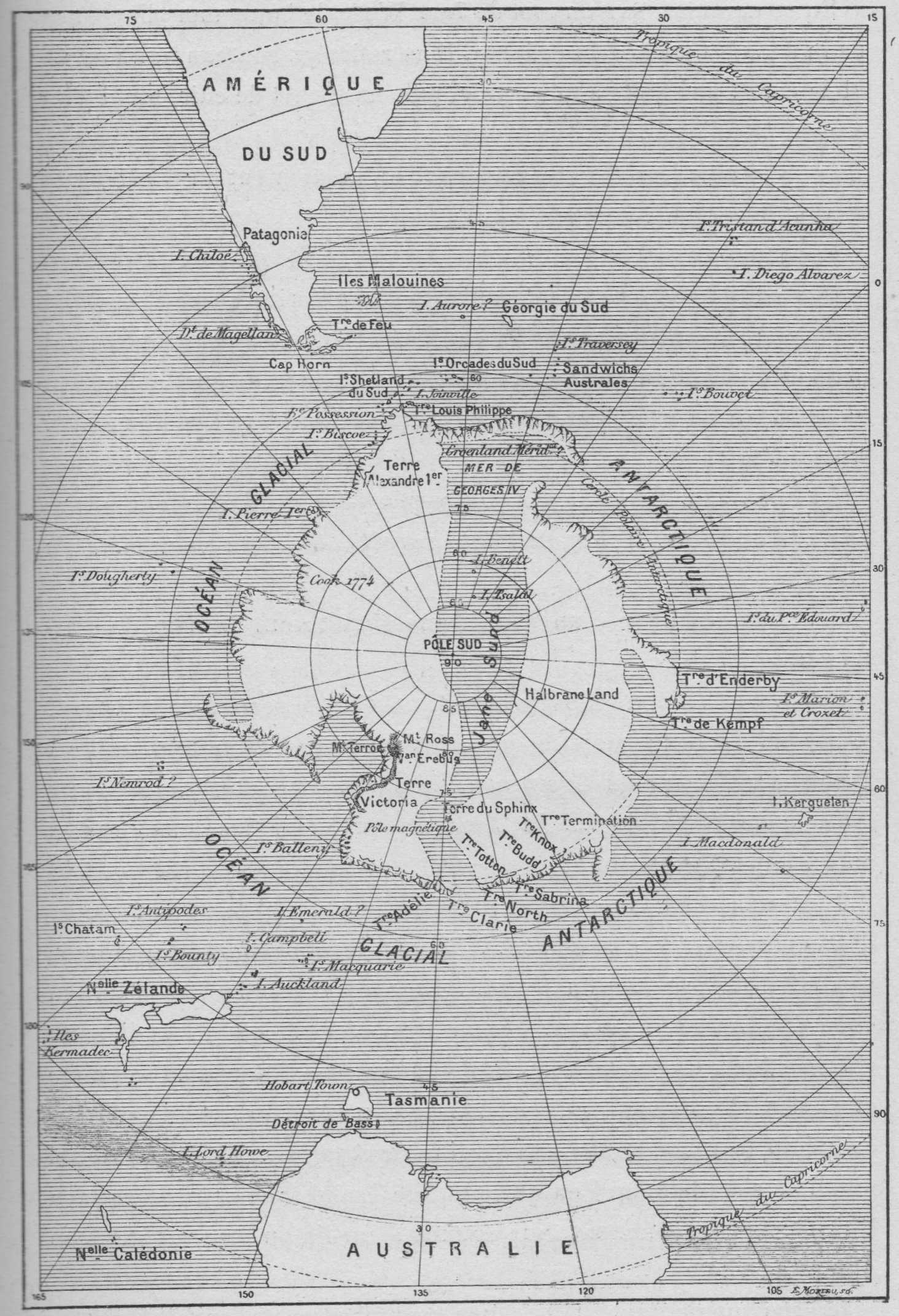
Mapa Antarktidy s Janiným průlivem z původního francouzského vydání

Ledová sfinga (1897, Le sphinx des glaces) je dobrodružný vědeckofantastický román francouzského spisovatele Julesa Verna z jeho cyklu Podivuhodné cesty (Les Voyages extraordinaires). Kniha je pokračováním románu Příběhy Arthura Gordona Pyma (1838, The Narrative of Arthur Gordon Pym) amerického básníka Edgara Allana Poea (1809–1849), který patřil k Vernovým oblíbeným autorům.

## Obsah románu

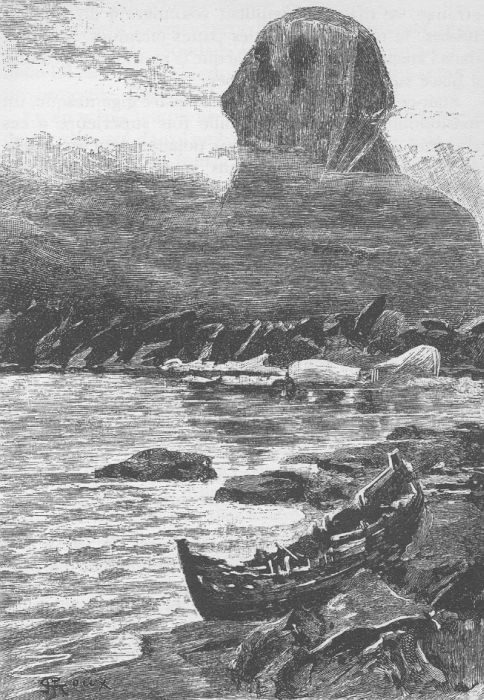
Ledová sfinga, původní ilustrace George Rouxe

Příběh, který však zcela postrádá tajemnou hrůznou atmosféru původního díla, je vyprávěn americkým cestovatelem Jeorlinkem, který se v srpnu roku 1839 na Kerguelenových ostrovech nalodí na loď Halbrane kapitána Lena Guye. Cestou na Falklandy zjistí, že kapitán Guy je přesvědčen o tom, že Poeův román je založen na pravdivých skutečnostech, a že loď je na výpravě do Antarktidy, aby zachránila zbytek posádky goelety Jana, na které se Pym plavil, a jejíž kapitán William Guy je bratrem kapitána Lena Guye. Jeorlink se nakonec k záchranné výpravě přidá.
Potvrzením o tom, že Poeovo vyprávění je pravdivé, bylo objevení Janina průlivu (pojmenovaného podle goelety Jana), který protíná Antarktidu v oblasti jižního pólu od Weddellova moře až k Sabrininu pobřeží (část Wilkesovy země). V průlivu pak našli i Bennetův ostrov, rovněž popsaný v Poeově knize. Na ostrůvku, majícím v obvodu asi čtyři kilometry, našli cestovatelé pozůstatky goelety Jana, na níž se Pym plavil.
Kromě Bennetova ostrova nachází cestovatelé v Janině průlivu také ostrov Tsalal. I tento ostrov byl poprvé podrobně popsán v Poeově knize, podle které jej posádka goelety Jana objevila v roce 1828. Ostrov se nachází na 83 stupni jižní šířky a 43 stupni západní délky. Podle Poeova líčení žili na Tsalalu černoši projevující chorobnou bázeň před bílou barvou. Tito domorodci pomocí závalu zavraždili posádku Jany a samotná goeleta byla zničena výbuchem při domorodém rabování. Poe dále popisuje ostrovy jako velmi podivné místo, na kterém z podivných skal vyrůstaly neznámé stromy a v potocích tekla zvláštní neprůhledná hmota. V prosinci roku 1839 poskytl ostrov plavcům z Halbrane jiný obraz. Byl to zemětřesením zničený neobydlený skalnatý útvar s černou spálenou půdou. Zde se také členové výpravy dozvědí, že jeden z nich je bývalý Pymův druh Dirk Peters, se kterým Pym prchl v malém člunu z ostrova. Poe končí svůj román tím, že člun je stržen podivným proudem a před trosečníky se náhle „vztyčí lidská postava zahalená v mlhu, daleko ohromnější, než by mohl být tvor lidský… A její pleť je bílá jako padlý sníh.“. Dirk Peters však vyprávění upřesnil tím, že byl při srážce s ledovcem sražen z člunu a Pym i se člunem zmizel. On sám se vyškrábal na ledovec, který byl zanesen zpět k Tsalalu. Ten byl ale úplně opuštěný. Peters zde našel zapomenutý domorodý člun, podařilo se mu proplout Janiným průplavem a byl zachráněn velrybářskou lodí. Podle Pymova deníku, který měl u sebe, napsal pak Edgar Allan Poe svůj román.
Len Guy se rozhodl pokračovat po Pymových stopách dál na jih. Při této plavbě se však Halbrane srazila s ohromnou ledovou krou a byla vymrštěna na plošinu ledovce. Při snaze dostat ji zpět na moře pak byla loď zcela zničena. Ledovec nakonec doplul po moři k antarktické pevnině, kde se větší část posádky vzbouřila a zrádně prchla na jediném záchranném člunu, který zůstal nezničen. Kapitán Len Guy se zde však šťastně setkal se svým bratrem, který ještě s několika námořníky zázrakem přežil vyvraždění posádky lodi Jana. William Guy vysvětlil, proč domorodci opustili Tsalal. Na Janě se s Pymem plavil také jeho pes, který dostal záchvat vztekliny a pokousal mnoho domorodců, kteří zemřeli. Ostatní měli ze psa panickou hrůzu, protože měl bílou srst a prchli z ostrova, kde „bílé zvíře šířilo hrůzu a smrt“. Když zemětřesení ostrov zničilo, usmálo se na zbylé trosečníky po jedenácti letech trochu štěstí, protože byl k ostrovu byl zahnán domorodý člun z nějakého souostroví na jihozápadě. Trosečníci ostrov, na kterém již nemohli dále přebývat, v tomto člunu opustili a byli proudem zahnáni k té samé pevnině, kam byla zahnána kra s posádkou z Halbrane.
Zbytek posádek z obou lodí čítal nyní třináct lidí. Všichni se do člunu, který byl pojmenován podle ryby žijící v těchto končinách Paracuta, nalodili a vypluli v něm na moře, aby se pokusili proplout na širý oceán. Rychlost člunu se však začala zrychlovat a najednou posádka člunu zahlédla zvláštní útvar. Byl to skalní masiv vysoký asi sto metrů a čtyři až šest set metrů široký, vytvořený z horniny silně bohaté na železo, který k sobě přitahoval veškeré železné předměty neodolatelnou magnetickou silou (nebyl to však magnetický pól Země). Pro svůj zvláštní tvar jej posádka Paracuty pojmenovala Ledová sfinga. Magnetická síla sfingy zachytila i člun Paracuta. Byl sice sestaven bez použití jediného kusu železa (domorodci z ostrova Tsalal a jeho okolí železo neznali), avšak trosečníci do něj naložili i některé železné předměty. Magnetická síla je zachytila a přitahovala celý člun plných deset hodin. Když přitáhla člun na vzdálenost čtyř set padesáti metrů, železný hák uvázaný na přídi se vymrštil, vyletěl kupředu a napnul lano, jímž byl zajištěn, k prasknutí. Lodníci zachránili Paracutu tím, že lano přeřízli, avšak magnet přitáhl i všechny ostatní železné předměty, včetně kamen. Posádka Paracuty nalezla i zbytky záchranného člunu z Halbrane, z něhož sfinga magneticky vytáhla všechny hřeby, svorníky, výztuže a kormidelní závěsy a jehož posádka zřejmě celá zahynula. Na skalní stěně pak nalezli mrtvolu Arthura Gordona Pyma, přichycenou v dvoumetrové výši magnetickou silou za pušku, již měl nešťastník pověšenou na zádech. Při objevení Pymových pozůstatků zemřel vinou silného pohnutí Dirk Peters.
Protože člun neobsahoval již žádné železné předměty, mohli v něm trosečníci od sfingy odplout. Bylo to posledních dvanáct mužů ze sedmdesáti, kteří původně tvořili posádky obou lodí. Šťastně se dostali do Tichého oceánu a byli zachráněni americkým trojstěžníkem.
Kromě dobrodružného příběhu obsahuje kniha celou řadu informací o antarktické oblasti a přilehlých ostrovech. Verne se v románu také prostřednictvím vypravěče Jeorlinka pokusil vysvětlit příčinu zvláštní magnetické síly sfingy. Jeorlink se domníval, že základem jevu je elektrická energie nahromaděná v mracích přitahovaných do těchto končin. Trvalé elektrické proudy se nestačí vybít a „mění v magnet každý kus železa, přičemž přitažlivost odpovídá síle proudu, počtu jeho výbojů a čtverci průměru železného zmagnetovaného masivu“, přičemž hmotu sfingy lze odhadnout na tisíce kubických metrů. Někde pod zemí se mnohonásobně vinul přirozený vodič spojený se základnou sfingy. Zřejmě měl spojení s magnetickou osou, takže vytvářel „obrovský kondenzátor, z něhož se vybíjely nashromážděné proudy jako z nevyčerpatelného akumulátoru“.

## Ilustrace
Knihu Ledová sfinga ilustroval George Roux.

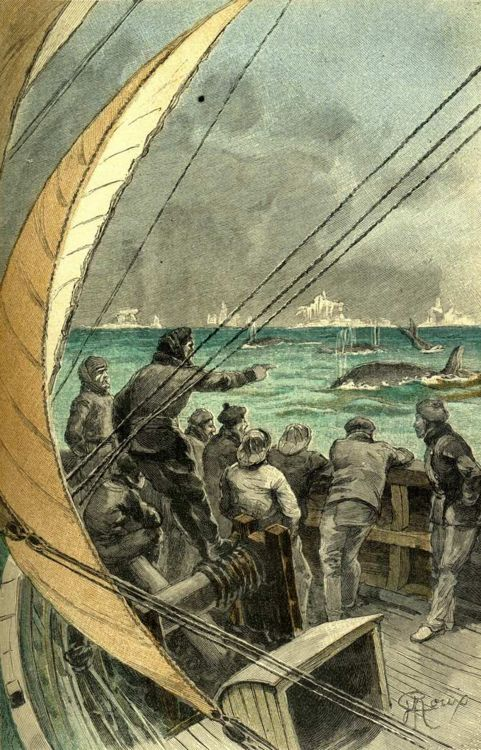
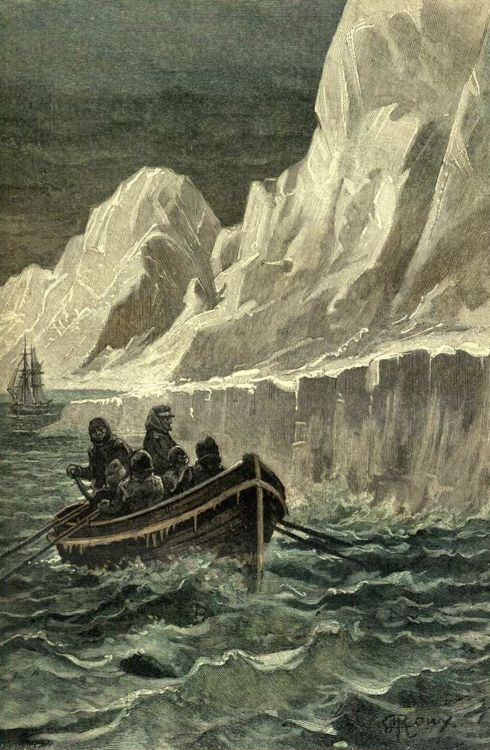
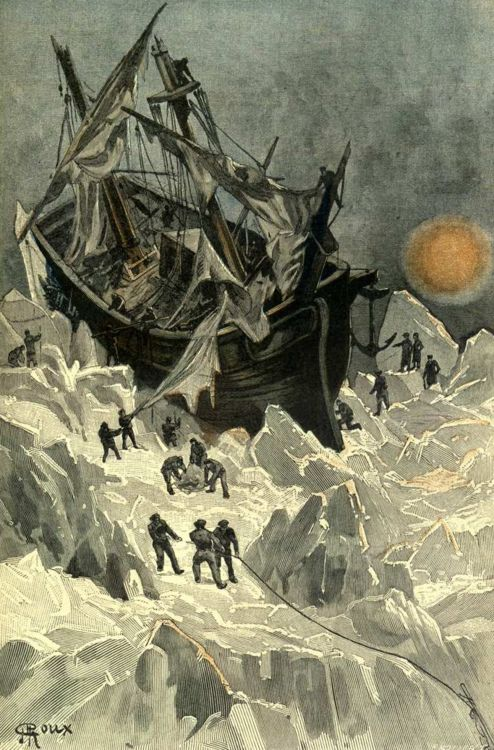
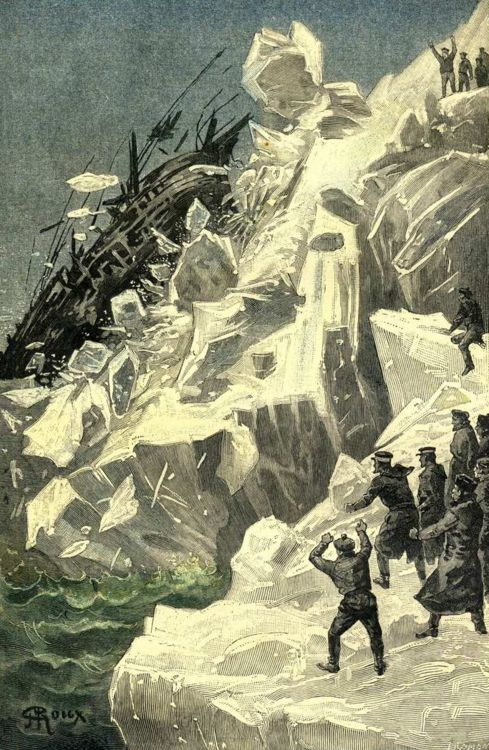
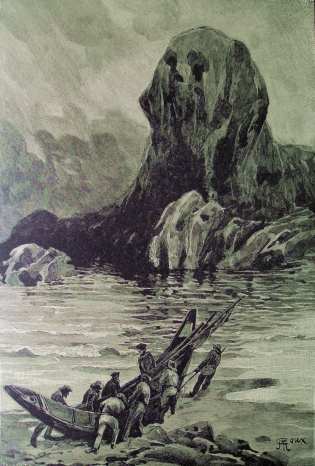

## Česká vydání
- Ledová sfinga, Josef R. Vilímek, Praha 1910, přeložil Jarka Nevole,
- Ledová sfinx, Eduard Beaufort, Praha 1913, přeložil Bořivoj Prusík, dva svazky,
- Ledová sfinga, Josef R. Vilímek, Praha 1929, přeložil Jarka Nevole, znovu 1939.
- Ledová sfinga, SNDK, Praha 1962, přeložila Anna Kučerová, znovu Ivo Železný, Praha 1992.
- Ledová sfinga, Návrat, Brno 1997, přeložil Josef V. Sterzinger, znovu 2005.
- Ledová sfinga, Nakladatelství Josef Vybíral, Žalkovice 2021, přeložil Jarka Nevole.
- Ledová sfinga, Omega, Praha 2022. přeložil Josef V. Sterzinger.